# Velocitat de la gravetat
En les teories clàssiques de la gravitació, els canvis en un camp gravitatori es propaguen. Un canvi en la distribució de l'energia i el moment de la matèria provoca una alteració posterior, a distància, del camp gravitatori que produeix. En el sentit relativista, la "velocitat de la gravetat" es refereix a la velocitat d'una ona gravitatòria, que, tal com prediu la relativitat general i es confirma mitjançant l'observació de la fusió d'estrelles de neutrons GW170817, és igual a la velocitat de la llum (c).

## Introducció
La velocitat de les ones gravitatòries en la teoria general de la relativitat és igual a la velocitat de la llum en el buit, c. Dins de la teoria de la relativitat especial, la constant c no només tracta de la llum; en canvi, és la velocitat més alta possible per a qualsevol interacció a la natura. Formalment, c és un factor de conversió per canviar la unitat de temps a la unitat d'espai. Això fa que sigui l'única velocitat que no depèn ni del moviment d'un observador ni d'una font de llum i/o gravetat. Així, la velocitat de la "llum" és també la velocitat de les ones gravitacionals i, a més, la velocitat de qualsevol partícula sense massa. Aquestes partícules inclouen el gluó (portador de la força forta), els fotons que formen la llum (per tant portadors de la força electromagnètica) i els hipotètics gravitons (que són les presumptes partícules de camp associades a la gravetat; tanmateix, una comprensió del gravitó, si existeix, requereix una teoria de la gravetat quàntica encara no disponible).

## Camps estàtics
La velocitat dels canvis físics en un camp gravitatori o electromagnètic no s'ha de confondre amb "canvis" en el comportament dels camps estàtics que es deuen als efectes purs de l'observador. Aquests canvis de direcció d'un camp estàtic són, a causa de consideracions relativistes, els mateixos per a un observador quan una càrrega llunyana es mou, que quan un observador (en canvi) decideix moure's respecte a una càrrega llunyana. Així, el moviment constant d'un observador respecte a una càrrega estàtica i el seu camp estàtic estès (ja sigui un camp gravitatori o elèctric) no canvia el camp. Per als camps estàtics, com el camp electroestàtic connectat amb càrrega elèctrica, o el camp gravitatori connectat a un objecte massiu, el camp s'estén fins a l'infinit i no es propaga. El moviment d'un observador no fa canviar la direcció d'aquest camp i, per consideracions simètriques, canviar el marc de l'observador de manera que la càrrega sembli moure's a una velocitat constant, tampoc fa que la direcció del seu camp canviï, però requereix que continuï "apuntant" en la direcció de la càrrega, a totes les distàncies de la càrrega.

## Gravitació newtoniana
La formulació d'Isaac Newton d'una llei de força gravitatòria requereix que cada partícula amb massa respongui instantàniament a totes les altres partícules amb massa, independentment de la distància entre elles. En termes moderns, la gravitació newtoniana es descriu per l'equació de Poisson, segons la qual, quan la distribució de masses d'un sistema canvia, el seu camp gravitatori s'ajusta instantàniament. Per tant, la teoria suposa que la velocitat de la gravetat és infinita. Aquesta hipòtesi era adequada per explicar tots els fenòmens amb la precisió observacional d'aquella època. No va ser fins al segle XIX que es va notar una anomalia en les observacions astronòmiques que no es podia conciliar amb el model gravitatori newtonià d'acció instantània: l'astrònom francès Urbain Le Verrier va determinar el 1859 que l'òrbita el·líptica de Mercuri precedeix a una velocitat significativament diferent. del previst per la teoria newtoniana.

Figura 1. Una possible conseqüència de combinar la mecànica newtoniana amb una velocitat finita de la gravetat. Si suposem un mecanisme Fatio/Le Sage per a l'origen de la gravetat, la Terra gira en espiral cap a fora amb una violació de la conservació de l'energia i del moment angular. El 1776, Laplace va considerar un mecanisme diferent pel qual la gravetat és causada per "l'impuls d'un fluid dirigit cap al centre del cos atractiu". En aquesta teoria, una velocitat finita de la gravetat fa que la Terra giri en espiral cap a l'interior cap al Sol.

## Laplace
El primer intent de combinar una velocitat gravitatòria finita amb la teoria de Newton va ser fet per Laplace el 1805. Basant-se en la llei de forces de Newton, va considerar un model en el qual el camp gravitatori es defineix com un camp de radiació o fluid. Els canvis en el moviment del cos d'atracció es transmeten per algun tipus d'ones. Per tant, els moviments dels cossos celestes s'han de modificar en l'ordre v/c, on v és la velocitat relativa entre els cossos i c és la velocitat de la gravetat. L'efecte d'una velocitat finita de la gravetat va a zero quan c va a l'infinit, però no tan 1/ c 2 com ho fa en les teories modernes. Això va portar a Laplace a concloure que la velocitat de les interaccions gravitatòries és almenys 7×10 6 vegades la velocitat de la llum. Aquesta velocitat va ser utilitzada per molts al segle XIX per criticar qualsevol model basat en una velocitat finita de la gravetat, com les explicacions elèctriques o mecàniques de la gravitació.

## Relativitat general
La relativitat general prediu que la radiació gravitatòria hauria d'existir i propagar-se com una ona a la velocitat de la llum: un camp gravitatori feble i d'evolució lenta produirà, segons la relativitat general (GR), efectes com els de la gravitació newtoniana (no depèn de l'existència de gravitons)., esmentat anteriorment, o qualsevol partícula similar que transporta força).
Desplaçar sobtadament una de les dues partícules que interaccionen gravitoelèctricament, després d'un retard corresponent a la velocitat de la llum, faria que l'altra senti l'absència de la partícula desplaçada: les acceleracions degudes al canvi en el moment quadrupol dels sistemes estel·lars, com el binari Hulse-Taylor, han eliminat molta energia. (gairebé el 2% de l'energia de la sortida del nostre propi Sol) com a ones gravitatòries, que teòricament viatjarien a la velocitat de la llum.
En GR, la gravetat es descriu per un tensor 4x4, que, en el límit de gravetat feble, es pot descriure per l'aproximació del gravitoelectromagnetisme. En la discussió següent, els components diagonals del tensor s'anomenarien components gravitoelèctrics, i els altres components s'anomenaran gravitomagnètics.
Dos conjunts de partícules que interaccionen gravitoelèctricament, per exemple, dos planetes o estrelles que es mouen a velocitat constant l'un respecte a l'altre, cada un sent una força cap a la posició instantània de l'altre cos sense retard de la velocitat de la llum perquè la invariància de Lorentz exigeix que el que es mou el cos en un camp estàtic veu i el que veu un cos en moviment que emet aquest camp és simètric.
Per tant, el fet que un cos en moviment no vegi cap aberració en un camp estàtic que emana d'un "cos immòbil" significa, per tant, que la invariància de Lorentz requereix que en el marc de referència del cos que es movia anteriorment les línies de camp del cos emissor (ara en moviment) no han de ser retardades o aberrades a distància. Els cossos carregats en moviment (inclosos els cossos que emeten camps gravitatoris estàtics) presenten línies de camp estàtiques que no es dobleguen amb la distància i no mostren efectes de retard de la velocitat de la llum, tal com es veu des dels cossos que es mouen en relació amb ells.
En altres paraules, com que el camp gravitoelèctric és, per definició, estàtic i continu, no es propaga. Si aquesta font d'un camp estàtic s'accelera (per exemple s'atura) pel que fa al seu marc de velocitat anteriorment constant, el seu camp llunyà continua actualitzat com si el cos carregat continués amb velocitat constant. Aquest efecte fa que els camps llunyans de càrregues en moviment no accelerades sembli "actualitzats" a l'instant pel seu moviment de velocitat constant, tal com es veu des de posicions llunyanes, en el marc on l'objecte-font es mou a velocitat constant. Tanmateix, com s'ha comentat, aquest és un efecte que es pot eliminar en qualsevol moment, passant a un nou marc de referència en què el cos carregat llunyà està ara en repòs.
El component gravitoelèctric estàtic i continu d'un camp gravitatori no és un component gravitomagnètic (radiació gravitatòria); vegeu la classificació de Petrov. El camp gravitoelèctric és un camp estàtic i, per tant, no pot transmetre de manera superluminària informació quantificada (discreta), és a dir, no podria constituir una sèrie ben ordenada d'impulsos que portin un significat ben definit (això és el mateix per a la gravetat i l'electromagnetisme).